# Île Gunnison
L'île Gunnison, ou Gunnison Island, est une île du Grand Lac Salé dans le comté de Box Elder en Utah (États-Unis).

## Géographie
Située dans le nord-ouest du Grand Lac Salé, elle s'étend sur environ 1,6 km de longueur pour une largeur d'environ 800 m. 
Elle abrite une importante colonie de pélicans d'Amérique (Pelecanus erythrorhynchus). On peut aussi y trouver des goélands de Californie (Larus californicus), des grands Hérons (Ardea herodias), des grands Corbeaux (Corvus corax), des faucons des prairies (Falco mexicanus) et des troglodytes des rochers(Salpinctes obsoltetus).
L'accès à l'île est limitée pour y protéger les espèces. Il est estimé qu'entre 10 à 20 % de la population entière de pélicans d'Amérique, nichent sur l'île Gunnison ainsi que 15 000 goélands californiens. 

## Histoire
Elle tient son nom de l'explorateur John Gunnison qui a exploré le Grand Lac Salé en 1849.
Au milieu des années 1990, l'artiste Alfred Lambourne (en) s'y est installé pour y vivre en solitude mais en mars 1896, sa solitude est brisée par des exploitants de guanos qui s'y sont installés. 